# Little Fire River
Little Fire River är ett vattendrag i Kanada.   Det ligger i provinsen Ontario, i den sydöstra delen av landet, 700 km nordväst om huvudstaden Ottawa. Little Fire River ligger vid sjöarna  Gay Lake och Makadawa Lake.
I omgivningarna runt Little Fire River växer i huvudsak blandskog. Trakten runt Little Fire River är nära nog obefolkad, med mindre än två invånare per kvadratkilometer.